# NGC 4062
NGC 4062 је спирална галаксија у сазвежђу Велики медвед која се налази на NGC листи објеката дубоког неба.
Деклинација објекта је + 31° 53' 43" а ректасцензија 12h 4m 3,8s. Привидна величина (магнитуда) објекта NGC 4062 износи 11,2 а фотографска магнитуда 11,9. Налази се на удаљености од 15,329 милиона парсека од Сунца. NGC 4062 је још познат и под ознакама UGC 7045, MCG 5-29-4, CGCG 158-8, IRAS 12015+3210, KARA 518, KUG 1201+321, PGC 38150.